# Nacida para triunfar
Nacida para triunfar fue una miniserie peruana producida en 2008 por Efraín Aguilar Pardavé. Cuenta con 20 capítulos y está basada en la biografía de la cantante folklórica Sonia Morales, desde su niñez en Musho, un pueblo en Áncash, hasta su llegada y carrera artística en Lima. Cuenta con el guionista Pedro Vásquez, quien se encargó de adaptar la historia de Morales.
Se estrenó por primera vez el 14 de enero del 2008 a las 8:00 p. m., y finalizó el 22 de febrero del mismo año. La miniserie es protagonizada por la actriz Nidia Bermejo.

## Elenco
| - Nidia Bermejo - Cristina Urueta - Angelita Velásquez - Fernando Vásquez - Ismael Contreras - Flor Castillo - Doris María Ramírez - Ernesto Cabrejos - Alicia Taipe - Renato Ibérico - Rodolfo Carrión | - Karla Medina - Alberick García - Juan Yanco - Ivy La Noire - Michael Rojas - Kenneth Torconi - Jhoany Vegas - Patrick Mariel - Sandro Villegas - Vanessa Caycho - Sebastián Rubio |

## Producción
Planificada desde 2005, la etapa de producción se inició en enero de 2007.

## Recepción
Alcanzó entre 17 y 23 puntos de rating, compitió con otras series extranjeras en televisión nacional.

## Retransmisión
- La miniserie se retransmitió por el mismo canal desde El 22 de diciembre de 2008, en reemplazo de la primera emisión de Sally, la muñequita del pueblo y marcando la programación de temporada de verano. se transmitía de lunes a viernes por el mismo horario que fue estrenado en su primera emisión, finalizó el 23 de enero de 2009 siendo reemplazada por La rosa de Guadalupe. Sin embargo, desde el 16 de diciembre de 2011, la miniserie vuelve a ser retransmitida por el mismo canal en reemplazo de la segunda emisión de Sally, la muñequita del pueblo. se transmitía de lunes a viernes de 3:00 a 4:00 p. m., finalizó el 23 de enero de 2012 siendo reemplazada por la telenovela mexicana Fuego en la sangre.